# 飛山濃水杯
飛山濃水杯（ひざんのうすいはい）は、岐阜県地方競馬組合が笠松競馬場ダート1400mで施行する地方競馬の重賞競走である。格付けはSPII。正式名称は「岐阜新聞社・岐阜放送賞 飛山濃水杯」。
レース名は岐阜県の自然、地形を表す言葉「飛山濃水」に由来する。

## 概要
2019年にサラブレッド系4歳以上による東海・北陸・近畿地区交流の重賞競走として新設された。創設時の距離は1600m、格付けはSPIII。
2020年から距離が1400mに短縮され、中央競馬のスプリンターズステークスステップ競走への地区代表馬選定競走となった。
2023年より東海地区限定競走に変更となった。
2024年に出走条件が4歳以上かつ西日本地区（金沢・東海・近畿・高知・佐賀）交流に変更され、SPIIに格上げとなった。また、オグリキャップ記念のトライアル競走に指定され、本競走の2着以上に同競走の優先出走権が付与されるようになる。

### 条件・賞金（2025年）
条件
サラブレッド系4歳以上、西日本交流。
- 他地区所属馬は自場所属として前年4月1日から本年4月3日までの期間に出走している必要がある。
- 東海所属馬は、前年4月1日から本年4月4日の期間に東海所属として出走しているB級格付け以上の馬。
- 出走枠は他地区所属5頭以下、東海所属7頭以上（原則笠松4頭以上、名古屋3頭以下）。

負担重量
別定（57kg、牝2kg減）
賞金額
1着500万円、2着160万円、3着90万円、4着60万円、5着40万円、着外5万円。
副賞
岐阜新聞社・岐阜放送賞、東海農政局長賞
優先出走権付与
2着以上の馬にオグリキャップ記念の優先出走権が付与される。

## 歴史
- 2019年 - サラブレッド系4歳以上による東海・北陸・近畿交流の重賞競走「道新スポーツ賞 飛山濃水杯」として創設。距離は1600m。
- 2020年
  - 施行距離を1400mに変更。
  - 中央競馬のスプリンターズステークスステップ競走への地区代表馬選定競走に指定される。
- 2021年 - 不祥事による開催自粛のため施行なし。
- 2022年
  - 施行時期を5月から6月に、出走条件が「4歳以上」から「3歳以上」にそれぞれ変更。
- 2023年
  - 競走名が「岐阜新聞社・岐阜放送賞 飛山濃水杯」に変更。
  - 出走条件が東海所属に変更。
- 2024年
  - 出走条件が「3歳以上」から「4歳以上」に、東海所属限定から西日本交流に変更
  - SPIIに格上げ。
  - 施行時期を6月から4月に変更。

### 歴代優勝馬
| 回数  | 施行日        | 優勝馬             | 性齢     | 所属     | タイム   | 優勝騎手   | 管理調教師 | 馬主                 |
| ----- | ------------- | ------------------ | -------- | -------- | -------- | ---------- | ---------- | -------------------- |
| 第1回 | 2019年6月6日  | ストーミーワンダー | 牡5      | 笠松     | 1:40.1   | 渡邊竜也   | 笹野博司   | 結城喜一             |
| 第2回 | 2020年5月22日 | メモリージルバ     | 牡11     | 名古屋   | 1:25.5   | 友森翔太郎 | 塚田隆男   | （株）シンザンクラブ |
| 第3回 | 2021年        | 開催中止           | 開催中止 | 開催中止 | 開催中止 | 開催中止   | 開催中止   | 開催中止             |
| 第4回 | 2022年6月16日 | ゼットパール       | 牝8      | 兵庫     | 1:29.8   | 岡部誠     | 田中一巧   | 林知佐子             |
| 第5回 | 2023年6月9日  | ヒロシゲウェーブ   | 騸7      | 名古屋   | 1:28.2   | 加藤聡一   | 今津博之   | 斉藤三寛             |
| 第6回 | 2024年4月29日 | セイルオンセイラー | 騸5      | 名古屋   | 1:25.3   | 友森翔太郎 | 塚田隆男   | 橋元勇氣             |
| 第7回 | 2025年4月17日 | フクノユリディズ   | 騸5      | 兵庫     | 1:27.7   | 井上幹太   | 田中一巧   | 福島祐子             |

### 各回競走結果の出典
- 飛山濃水杯 歴代優勝馬 - 地方競馬全国協会
- JBISサーチ
  - 2019年，2020年，2022年，2023年，2024年，2025年